# Мантуанське герцогство
Ма́нтуанське ге́рцогство (лат. Ducatus Mantuæ; італ. Ducato di Mantova) — монархічна держава у Північній Італії, що існувала у 1530—1708 роках. Складова частина Священної Римської імперії. Столиця — Мантуя. Керувалося мантуанськими герцогами з дому Гонзага. Створене на основі Мантуанського маркізату (маркграфства). Постраждало в ході війни за мантуанську спадщину (1628—1631). Від 1708 року керувалося Габсбургами. 1745 року територія герцогства була об'єднана із Міланським герцогством. Також — герцогство Мантуї.

## Державний устрій

### Герцоги
титулярні
- 1790—1792: Леопольд II (імператор Священної Римської імперії)